# Frederiksberg Hospitalskirke
Frederiksberg Hospitalskirke er en nedlagt kirke, der var tilknyttet Frederiksberg Hospital. Kirken blev indviet i 1951 og nedlagt i 2020. Den hørte til Godthaabs Sogn, og det var derfor præster fra Godthaabskirken, der forestod de kirkelige handlinger.
Den røde murstensbygning blev opført i 1894 som en del af Københavns Amts Sygehus på Nyelandsvej og fungerede både som kapel og obduktionsstue. Først i 1939 overtages bygningen formelt af hospitalet. Under krigen benyttede besættelsesmagten den som depot, mens den efter krigen atter fandt anvendelse som kapel. En sidebygning fungerede en overgang som patientbibliotek og apotekslager. I forbindelse med en modernisering af hospitalet besluttede man, at det skulle have en rigtig kirke fremfor den kirkesal, der siden 1903 havde været på 2. sal over medicinsk afdeling. Arkitekt Karen Westergaard stod for ombygningen, der begyndte i sommeren 1951 med støtte fra Den Frederiksbergske Kirkefond. Indretningen var en blanding af nyt og gammelt inventar. Med fra kirkesalen fulgte alter, altersølv, Jesus-figur, døbefont og prædikestol. Siddepladserne blev 48 eksemplarer af Kirkestolen, designet af Kaare Klint. Indvielsen fandt sted søndag den 16. december 1951.
Da der i 2020 med undtagelse af psykiatripatienter ikke længere er overnattende patienter på Frederiksberg Hospital, valgte man at lukke kirken. Sidste gudstjeneste fandt sted 2. juni 2020.
Bygningen har en SAVE-værdi på 3 på Kulturministeriets liste over fredede og bevaringsværdige bygninger.